# پورت شارلوت (فلوریدا)
پورت شارلوت (به انگلیسی: Port Charlotte) یک شهر در ایالات متحده آمریکا است که در شهرستان شارلوت، فلوریدا واقع شده‌است. پورت شارلوت ۸۸۳٫۷ کیلومتر مربع مساحت و ۵۴٬۳۹۲ نفر جمعیت دارد و ۲٫۱۳ متر بالاتر از سطح دریا واقع شده‌است.